# ジェームズ・ヒロユキ・リャオ
ジェームズ・ヒロユキ・リャオ（James Hiroyuki Liao, 1976年2月6日 - ）は、アメリカ合衆国の俳優、声優である。

## 来歴
父親が台湾出身で、母親が日本人のリャオは、ニューヨーク市ブルックリン区に生まれる。ジュリアード音楽院で演劇を学んだ後の2004年に同校卒業し、役者としてキャリアをスタート。同年にテレビシリーズ『ロー&オーダー』での日本人ヤクザ役でテレビデビューを果たし、それ以降様々な話題作へ出演。特にウェントワース・ミラー主演のテレビシリーズ『プリズン・ブレイク』やミステリー・ドラマ『アンフォゲッタブル 完全記憶捜査』への出演で知られている。また2012年に映画監督のティム・バートンが自身の短編を長編リメイクした『フランケンウィニー』では、新たに作られた日本人キャラクター“トシアキ”の声を担当した。

## 出演作品

### 映画
- ウェズリー・スナイプス/ ハード・ラック Hard Luck (2006)
- 10日間で彼女の心をうばう方法 Management (2008)
- All Signs of Death (2010)
- 世界侵略: ロサンゼルス決戦 Battle Los Angeles (2011)
- Applebaum (2012) ※テレビ映画
- フランケンウィニー Frankenweenie (2012) ※声の出演
- スター・トレック イントゥ・ダークネス Star Trek Into Darkness (2013)

### テレビドラマ
- ロー&オーダー Law & Order (2004)
- CSI:マイアミ CSI: Miami (2004)
- LAW & ORDER:Trial by Jury Law & Order: Trial by Jury (2005)
- BONES Bones (2007)
- CSI:科学捜査班 CSI: Crime Scene Investigation (2007, 2008)
- ザ・シールド ルール無用の警察バッジ The Shield (2008)
- プリズン・ブレイク Prison Break (2008)
- 24 -TWENTY FOUR- 24 (2010)
- Dr.HOUSE House M.D. (2011)
- アンフォゲッタブル 完全記憶捜査 Unforgettable (2013 - 2014)
- バリー (2022)
- ONE PIECE (テレビドラマ) ONE PIECE